# Liste der Generalgouverneure Neuseelands

Flagge des Generalgouverneurs von Neuseeland (seit 2008)

Flagge des Generalgouverneurs von Neuseeland (1953–2008)

Mit dem Letters Patent vom 11. Mai 1917 bekam Neuseeland, als Anerkennung für die Unterstützung des damaligen Vereinigten Königreiches von Großbritannien und Irland im Ersten Weltkrieg (1914–1918), als einen ständigen Vertreter der Krone den Generalgouverneur und Commander-in-Chief (Oberbefehlshaber) durch King George V. verliehen. Damit wurde am 28. Juni 1917 der Gouverneur Arthur Foljambe, 2. Earl of Liverpool zum ersten Generalgouverneur Neuseelands.

## Generalgouverneure
| Nr. | Name                                         | Lebensdaten | Amtsbeginn         | Amtsende           |
| --- | -------------------------------------------- | ----------- | ------------------ | ------------------ |
| 1.  | Arthur Foljambe, 2. Earl of Liverpool        | 1870–1941   | 28. Juni 1917      | 8. Juli 1920       |
| 2.  | John Jellicoe, 1. Earl Jellicoe              | 1859–1935   | 27. September 1920 | 12. Dezember 1924  |
| 3.  | Charles Fergusson, 7. Baronet                | 1865–1951   | 13. Dezember 1924  | 8. Februar 1930    |
| 4.  | Charles Bathurst, 1. Baron Bledisloe         | 1867–1958   | 19. März 1930      | 15. März 1935      |
| 5.  | George Monckton-Arundell, 8. Viscount Galway | 1882–1943   | 12. April 1935     | 3. Februar 1941    |
| 6.  | Cyril Newall, 1. Baron Newall                | 1886–1963   | 22. Februar 1941   | 19. April 1946     |
| 7.  | Bernard Freyberg, 1. Baron Freyberg          | 1889–1963   | 17. Juni 1946      | 15. August 1952    |
| 8.  | Charles Norrie, 1. Baron Norrie              | 1893–1977   | 2. Dezember 1952   | 5. Juli 1957       |
| 9.  | Charles Lyttelton, 10. Viscount Cobham       | 1909–1977   | 5. September 1957  | 13. September 1962 |
| 10. | Bernard Fergusson, Baron Ballantrae          | 1911–1980   | 9. November 1962   | 20. Oktober 1967   |
| 11. | Arthur Porritt, Baron Porritt                | 1900–1994   | 1. Dezember 1967   | 7. September 1972  |
| 12. | Denis Blundell                               | 1907–1984   | 27. September 1972 | 5. Oktober 1977    |
| 13. | Keith Holyoake                               | 1904–1983   | 26. Oktober 1977   | 25. Oktober 1980   |
| 14. | David Beattie                                | 1924–2001   | 6. November 1980   | 21. November 1985  |
| 15. | Paul Reeves                                  | 1932–2011   | 22. November 1985  | 19. November 1990  |
| 16. | Catherine Tizard                             | 1931–2021   | 13. Dezember 1990  | 3. März 1996       |
| 17. | Michael Hardie Boys                          | 1931–2023   | 21. März 1996      | 21. März 2001      |
| 18. | Silvia Cartwright                            | * 1943      | 4. April 2001      | 4. August 2006     |
| 19. | Anand Satyanand                              | * 1944      | 23. August 2006    | 23. August 2011    |
| 20. | Jerry Mateparae                              | * 1954      | 31. August 2011    | 31. August 2016    |
| 21. | Patsy Reddy                                  | * 1954      | 28. September 2016 | 28. September 2021 |
| 22. | Cindy Kiro                                   | * 1958      | 21. Oktober 2021   |                    |